# Kaarma jõgi
Kaarma jõgi (est. Kaarma oja (Kaarma jõgi)) – rzeka w prowincji Saare, Estonii. Ma źródła w okolicy wsi Piila. Wpada do rzeki Põduste na północ od wsi Laadjala. Przepływa przez wieś Kaarma. Ma długość 13,3 km i powierzchnię dorzecza 33,7 km².